# Раецкий, Том
Том Рае́цкий (латыш. Toms Rajeckis; 16 октября 1994, Рига) — латвийский футболист, защитник.

## Карьера
Свою футбольную карьеру Том Раецкий начал в 2011 году в рижском клубе «Олимп». После расформирования «Олимпа», в конце 2011 года, он перешёл в «Сконто», чьим фарм-клубом и являлся «Олимп».
В сезоне 2012 года Том Раецкий в основном играл за дубль «Сконто-2», однако 5 июля 2012 года он всё-таки провёл один матч в основе сконтовцев.
В октябре 2012 года Том Раецкий был вызван в молодёжную сборную Латвии, в составе которой он дебютировал 15 октября того же года, в матче с молодёжной сборной Эстонии (1:2).
В начале 2013 года Том Раецкий покинул «Сконто» и перешёл в «Рижскую футбольную школу». В сезоне 2014/2015 играл за немецкий клуб Ландеслиги «Саксония-Анхальт» «Шталь» из Тале вместе с Рейнисом Бродерсом и Артёмом Лонщаковым.